# 達陣 (美式足球)

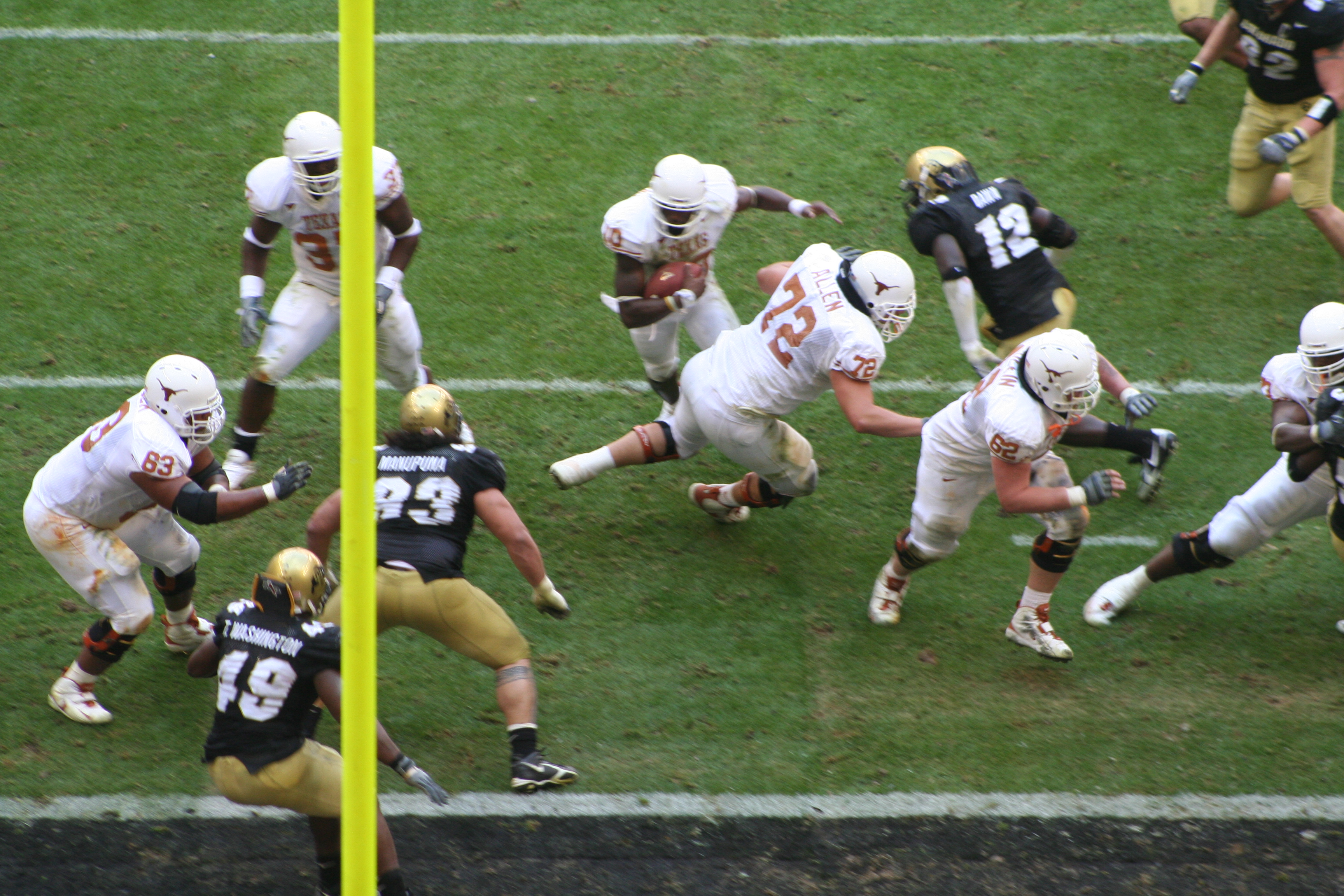
四分卫达阵

达阵（Touchdown）是美式足球中常见的得分方式之一。当进攻方球员带球进入对方达阵区或者在达阵区中合法接住了传来的球，即为成功达阵。达阵成功可以为本队赢得6分。得分的一方可以获得一次一分加踢或者两分转换的进攻机会。
在完成达阵后，职业选手一般会是用各种方式来庆祝，然后再将球交回给裁判继续比赛。但是在大学和高中联赛中，这是不允许的。
美式足球的达阵与橄榄球的達陣（Try）有所不同，前者只需要攻方队员持球通过达阵区正上方即可，但後者则要求把球放在得分区的地上。